# De koppige cobra
De koppige cobra is het 189ste stripverhaal van Jommeke. De reeks wordt getekend door striptekenaar Jef Nys. Scenarist is Jan Ruysbergh.

## Verhaal
Op het marktplein vindt Filiberke een mand. Blijkt later dat in de mand een cobra zit. Maar wanneer Charlotte, de moeder van Filiberke, zijn kamer wil opruimen, weet de cobra te ontsnappen. Filiberke weet met een fluitspel de cobra veilig in zijn mand terug te krijgen. Toevallig merkt een Indiër dit op. Een paar dagen later staan een paar Indiërs voor de deur van Filiberke. Ze willen de cobra en Filiberke meenemen omdat hun koning hem nodig heeft. Samen met Jommeke en professor Gobelijn gaat hij mee. Eens bij de koning vertelt deze dat enkel de cobra weet waar het beeld van hun beschermgod is. Daar de koppige cobra enkel naar Filiberke luistert, is het zijn taak om het beeld terug te vinden. Intussen luistert een spionne het gesprek af. Onze vrienden beginnen aan hun zoektocht. Na heel wat gevaren, komen ze dan uiteindelijk aan bij een tempel waar ze dan ook het beeld vinden. Als ze het beeld willen meenemen, worden ze plots door tegenstanders van de koning gevangengenomen. Bardar, de grote baas, wil de nieuwe koning worden. Hij moet echter wel de cobra kunnen laten dansen. Maar als Filiberke de cobra laat dansen via het fluitspel, wordt Bardar afgevoerd. Tot slot kan de echte koning weer op zijn eigen troon zitten en hebben ze het beeld terug in hun bezit.